# Базарак
Базара́к (дари بازارک‎ Bāzārak) — город в Афганистане, центр провинции Панджшер. В период августа-сентября 2021 года являлся столицей Фронта национального сопротивления Афганистана.
В 8 километрах от Базарака находится мавзолей Ахмад Шах Масуда.

## История
Во время первого правления талибов в Афганистане с 1996 по 2001 год Базарак и район Панджшерского ущелья были оплотом антиталибской группировки бывших моджахедов Северного альянса, возглавляемой уроженцем города Ахмад Шахом Масудом.
Базарак классифицируется как поселок городского типа. Освоенные земли, такие как жилье, учреждения и сельское хозяйство, расположены вдоль реки Панджшер. Институциональные земли составляют почти 30 % площади застроенных земель, но подавляющее большинство общей площади земли является бесплодной (84 %).
После наступления Талибана в 2021 году Базарак оставался единственной столицей провинции, не попавшей под власть талибов, став штаб-квартирой Фронта национального сопротивления Афганистана. Однако талибы заявили, что захватили город 6 сентября 2021 года.